# Anaspasis
Anaspasis là một chi bọ cánh cứng trong họ 
Elateridae.
Chi này được miêu tả khoa học năm 1882 bởi Candèze.

## Các loài
Các loài trong chi này gồm:
- Anaspasis fasciolata Candèze, 1882
- Anaspasis germaini Fleutiaux, 1898
- Anaspasis parallela Solier, 1851
- Anaspasis penai Golbach, 1970
- Anaspasis solieri Fleutiaux, 1899